# Masumi Fuchise
Masumi Fuchise (渕瀬 真寿美, Fuchise Masumi), née le 2 septembre 1986 dans la préfecture de Hyōgo, est une athlète japonaise, spécialiste de la marche.

## Biographie
Son meilleur temps sur 20 km marche est de 1 h 28 min 03 s, réalisé à Kōbe le 25 janvier 2009.

### Palmarès
| Date | Compétition           | Lieu     | Résultat | Épreuve      | Performance     |
| ---- | --------------------- | -------- | -------- | ------------ | --------------- |
| 2009 | Universiade           | Belgrade | 2e       | 20 km marche | 1 h 31 min 42 s |
| 2009 | Championnats du monde | Berlin   | 7e       | 20 km marche | 1 h 31 min 15 s |
| 2010 | Jeux asiatiques       | Canton   | 2e       | 20 km marche | 1 h 30 min 34 s |